# شهرستان عقره
شهرستان عقره یک سکونتگاه مسکونی در عراق است که در استان دهوک واقع شده‌است.